# Прадуниха
Прадуниха — ботанічний заказник місцевого значення. Об'єкт розташований на території Олевського району Житомирської області, ДП «Олевське ЛГ», Кам'янське лісництво, кв. 55—59.
Площа — 428 га, статус отриманий у 2001 році.